# Romolo Forlai
Romolo Forlai (Roma, 27 gennaio 1938 – Marina di Cerveteri, 9 marzo 2025) è stato un musicista, paroliere e fotografo italiano.

## Biografia
Dopo il diploma di Liceo Artistico si iscrisse alla facoltà di Architettura, che ben presto abbandonò per unirsi come vibrafonista al gruppo musicale dei Flippers, che guadagnò una discreta notorietà in Italia negli anni sessanta sia come complesso a sé stante – vendendo quattro milioni di dischi e suonando per intere stagioni in locali storici come la Bussola in Versilia, la Capannina di Forte dei Marmi, il Barracuda di Santa Margherita Ligure o l'Excelsior di Venezia – sia accompagnando fra gli altri Edoardo Vianello (ad esempio ne I Watussi) e Gianni Meccia, oltre a comparire in vari musicarelli dell'epoca.
Scioltisi i Flippers nel 1969, l'anno seguente assieme al loro batterista Fabrizio Zampa – divenuto nel frattempo giornalista de Il Messaggero – e a Giampiero Vesuvio, Forlai aprì lo studio fotografico Studio In, specializzato in gruppi musicali e cantanti. Nel frattempo, a partire dagli anni settanta, proseguì l'attività di musicista e paroliere in proprio, occupandosi fra l'altro di sonorizzazione e commento musicale di sceneggiati televisivi e scrivendo testi per vari cantanti italiani.
Negli anni duemila prese parte alle reunion dei Flippers, suonando dal vivo con loro in diverse manifestazioni musicali, fino al 2013.
Tra le canzoni che portano i suoi testi: Il sole muore per Dalida, Le mani sui fianchi per Mina, Qualche cosa di più, Una rosa sul cappello, Un minuto.. una vita, Jamaica Farewell, La colomba di carta, Piccola donna, Una qualunque, Poi... ci sei tu, Quattro pareti, Questo amore assurdo, Il mio amico cane, Il tempo di un bacio, Bella e poi, Sotto i fiori del cielo, Estate indiana per Nicola Di Bari, Musica musica per i Ricchi e Poveri, Anche se fosse per Nada.
| Controllo di autorità | VIAF (EN) 296465788 · ISNI (EN) 0000 0004 0162 785X · SBN DDSV160333 · BNF (FR) cb16662310w (data) |